# Buffalo Sabres
Buffalo Sabres je profesionální americký klub ledního hokeje, který sídlí v Buffalu ve státě New York. Do NHL vstoupil v ročníku 1970/71 a hraje v Atlantické divizi v rámci Východní konference. Své domácí zápasy odehrává v hale KeyBank Center s kapacitou 19 070 diváků. Klubové barvy jsou námořnická modř, zlatá, stříbrná, bílá.
Největším úspěchem klubu je dvojnásobná účast v zápasech o Stanley Cup ze sezón 1974/75 a 1998/99.

## Historie

### Založení
Sabres, stejně jako Vancouver Canucks vstoupili do NHL v sezoně 1970-71. Jejich prvními vlastníky byli Seymour Knox III. a Northrup Knox z významné rodiny ze Západního New Yorku. Už dlouho předtím byl v Buffalu hokej tradicí a měl zde hodně fanoušků. Buffalo Bisons byli jedním z týmů AHL, v jejich poslední sezoně vyhráli Calderův pohár.
Knoxové nechtěli jméno Bisons (znamenající bizon, tedy stejné zvíře jako buffalo), které bylo velice často užíváno pro sportovní týmy z Buffala a tak vyhlásili soutěž. Vybrali jméno Sabres (šavle), protože podle Seymoura Knoxe je šavle zbraň, kterou nese vůdce. Také říkal, že šavle je silná jak v obraně, tak v útoku. Po založení týmu Sabres také vytvořili vlastní farmářský tým, Cincinnati Swords (meče), kteří hráli v AHL. Předtím už Knoxové několikrát zkoušeli založit v Buffalu tým NHL. Nejprve při expanzi v roce 1967, kdy se snažili koupit Oakland Seals a přestěhovat je do města.

### Francouzská spojka (French Connection)
První arénou Sabres bylo Buffalo Memorial Auditorium, ale Sabres byli úspěšní ještě předtím, než jejich hráči poprvé vyjeli na led. Vyhráli draftovou loterii a na draftu si tak vytáhli jedničku, pozdějšího člena Hokejové síně slávy, Gilberta Perreaulta. Perreault byl dostupný, protože poprvé v historii neměli Montreal Canadiens přednostní právo na quebecké hráče na draftu. Perreault se svými osmatřiceti góly vytvořil nový rekord pro počet gólů vstřelených nováčkem a získal Calder Memorial Trophy pro nejlepšího nováčka sezony. Přestože hrál tak dobře, Sabres se nakonec nedostali do play-off.
Ve druhé sezoně týmu, 1971-72, se nováček Rick Martin, draftovaný jako pátý celkově v draftu 1971 a Rene Robert, který přišel před koncem předchozí sezony ve výměně s Pittsburgh Penguins připojili k Perreaultovi a vytvořili jednu z nejlepších útočných formací sedmdesátých let. Hned v první sezoně, Martin překonal rekord Perreaulta svými čtyřiačtyřiceti góly. Začalo se jim říkat „Francouzská spojka“ po stejnojmenném filmu z roku 1971 a také proto, že všichni tito hráči jsou frankofonní Kanaďané z Quebecu. V sezoně 1972-73 se poprvé dostali do play-off, ve čtvrtfinále ale vypadli s pozdějšími vítězi Stanley Cupu, Montreal Canadiens. Šestý zápas v Auditoriu končil voláním fanoušků „Thank you Sabres! Thank you Sabres!“ („Děkujeme Sabres! Děkujeme Sabres!“) a tento moment je považován za jeden z největších momentů historie týmu.

### Zbytek 70. let a 80. léta
Po nepovedené sezoně 1973-74, kdy se Sabres nedostali do play-off následovala veleúspěšná sezona 1974-75, kdy se Sabres dělili o první místo v NHL. Poprvé v historii se nakonec dostali do finále Stanley Cupu a to proti hrubým Philadelphia Flyers, kterým se kvůli tvrdému stylu hry a zavedení bitek do strategie říkalo „Broad Street Bullies“. Série zahrnovala i legendární zápas, který se kvůli neobvykle teplému prostředí v buffalském Auditoriu odehrál v mlze. Hráči, rozhodčí i puk byli pro diváky prakticky neviditelní. Při jednom vhazování, centr Sabres Jim Lorentz uviděl přes mlhu netopýra, zvedl hokejku a zabil ho. Hodně pověrčivých fanoušků Sabres v tom vidělo zlé znamení předpovídající konečný výsledek série. Tento netopýr je dosud jediným zvířetem, které kdykoli zabil jakýkoli hráč v NHL. Sabres nakonec díky gólu Ricka Martina zápas vyhráli, Flyers ale vyhráli sérii a pohár poměrem 4:2.
Ke francouzské spojce se přidal padesátigólový střelec Danny Gare a Sabres se tak dařilo i v sezoně 1975-76, kdy ale vypadli už ve čtvrtfinále s New York Islanders. Tým, přestože vyhrál základní část sezony v roce 1980 a byl jediným týmem, který dokázal porazit sovětskou reprezentaci, když se vydala na tour skrz Ameriku, se nedokázal vrátit do finále Stanleyova poháru.

### Opouštění Auditoria
Sezona 1995-96 byla první pod koučem Tedem Nolanem a poslední v Buffalo Memorial Auditorium. Nolan do Buffala přinesl nový, vzrušující styl hokeje a Sabres byli pod jeho vedením označováni jako nejpracovitější tým ligy. I přesto, že Sabres nebyli příliš úspěšní a návštěvnost Auditoria významně poklesla, a to na pouze něco málo přes 13 tisíc diváků na zápas, fanoušci si vybudovali k Sabres výjimečný vztah. Brad May, Rob Ray a Matthew Barnaby se stali jakýmisi „bratry Hansonovými“ (populární postavy z kultovního hokejového filmu Slap Shot, kteří byli známí svou ohromnou tvrdostí). V sezoně prožil svůj debut za Sabres oblíbený veterán Randy Burridge, který na tréninkovém kempu byl pouze na zkoušce, ale nakonec si vybojoval místo v sestavě. Navíc vstřelil 25 gólů, což bylo dost na druhé místo v týmovém bodování za Patem LaFontainem. K úspěchům přidal i Tim Horton Award pro neopěvovaného hrdinu a byl fanoušky zvolen nejužitečnějším hráčem týmu.

### Červenočerná éra - 1996–2006

#### Nová aréna, nový postoj
Sezóna 1996/97 byla naprosto odlišná od té předchozí. Byla první v Marine Midland Areně, a také první v nové barevné kombinaci – černo-červeno-bílá. Sabres poprvé po šestnácti letech vyhráli Severovýchodní divizi, Ted Nolan získal Jack Adams Award pro nejlepšího trenéra ligy, Dominik Hašek získal, krom Vezina Trophy pro nejlepšího brankáře ligy, také svou první Hart Memorial Trophy pro nejužitečnějšího hráče v základní části sezony, a stal se tak prvním brankářem, kterému se to povedlo do roku 1962, kdy se to povedlo Jacques Plante, Michael Peca vyhrál Frank J. Selke Trophy pro nejlépe bránícího útočníka v lize a generální manažer John Muckler se stal nejlepším manažerem roku.
Na úspěchy ze základní části, však Sabres nenavázali v Play-off. A to také díky sporu Nolana s Haškem, který přetrvával, už ze základní části. Vše vyvrcholilo tím, že Hašek odjel po obdržené brance 3. zápasu v série prvního kola s Ottawou Senators a tvrdil, že mu ruplo v koleni a není schopen chytat a týmový lékař stanovil zranění jako „ze dne na den.“ Místní sloupkař Jim Kelley, který psal do Buffalo News popsal události s tím, že Hašek není schopen unést tlak play-off a to Haška popudilo. Po ukončení pátého zápasu s Hašek s Kelleym potkali na chodbě před šatnou Sabres a napadl Kellyho, jediné co se však stalo, byla roztrhnutá košile novináře. Haška v bráně Sabres výtečně zastoupil Shields, a Sabres postoupili do semifinále Východní konference. Hašek dostal trest – stop na tři zápasy, který se díky prohlášení Sabres, že je Dominik zdravý vztahoval, ještě na tuto sezónu. Hašek se měl vrátit do brány ve čtvrtém utkání série, kdy Buffalo prohrávalo s Philadelphii Flyers 3:0 na zápasy, ale při rozbruslení si stežoval na bolest kolena. Shields opět zachytal úžasně, ale ani jeho výkon nepomohl od vyřazení v pátém utkání, které skončilo 3:6.
Klubový prezident Larry Quinn propustil generálního manažera týmu Johna Mucklera, který měl rozpory s Tedem Nolanem. Hašek, který Mucklera podporoval, řekl, že by byl rád, kdyby Ted Nolan u Sabres nepokračoval, a že by to „bylo lepší pro celou organizaci Buffalo Sabres“ a dostal tak nového generálního manažera Darcyho Regiera do nelehké situace. Ten nabídl Nolanovi jednoroční kontrakt na $ 500 000. Nolan, ale kontrakt odmítl s tím, že minulý byl na dva roky. Volné místo hlavního trenéra bylo nabídnuto bývalému kapitánovi Lindy Ruffovi, který 21. července 1997 souhlasil s tříletou dohodou. To znamenalo, že Sabres po sezóně, která byla nejúspěšnější po 20 letech, propustili jak nejlepšího manažera sezóny, tak i nejlepšího trenéra sezóny.

#### Noví vlastníci
I přes skandál, sezona byla dobrá jako pocta vlastníka Seymoura Knoxe, který zemřel 22. května 1996. Jeho bratr Northrup pak prodal tým Johnu Rigasovi, vlastníkovi firmy Adelphia Communications.
První věci, kterou prezident Larry Quinn udělal pod novým vedením bylo vyhození manažera Johna Mucklera, který byl ve sporu s koučem Tedem Nolanem. Hašek, který Mucklera podporoval, řekl reportérům, že Nolana nerespektuje, což postavilo do velmi těžké situace nového manažera Darcyho Regiera. Ten nabídl Nolanovi pouze jednoletou smlouvu na 500 tisíc dolarů, což Nolan odmítl, protože předchozí kontrakt byl dvouletý. Regier mu pak novou smlouvu nenabídl a Nolan dostal nabídky od Tampa Bay Lightning a New York Islanders. Žádnou z nich nepřijal a do NHL se vrátil až v roce 2006 za Islanders. Po Nolanovi byl koučem současný trenér a bývalý kapitán týmu Lindy Ruff.
Po dvou zřejmě nejúspěšnějších sezonách v historii týmu tak byli vyhozeni nejlepší manažer NHL John Muckler a nejlepší trenér NHL Ted Nolan. Krátce poté byl vyhozen i prezident týmu Larry Quinn, kterého nahradil syn vlastníka Johna Rigase, Timothy Rigas.
Hašek, Miroslav Šatan, který vedl týmové bodování, pravé křídlo Donald Audette, centr Michael Peca a tvrdí hráči jako například Matthew Barnaby vedli tým do finále konference v roce 1998, Sabres po šesti zápasech podlehli Washington Capitals.

#### 1999–2001
V roce 1999, Šatan nastřílel 40 gólů. Sabres přidali centry Stu Barnese z Pittsburgh Penguins a Joa Juneaua z Washington Capitals. Český útočník Michal Grošek zažil nejlepší sezonu ve své kariéře a tým se vrátil do finále Stanley Cupu, tentokrát proti Dallas Stars.
V šestém zápase, ve třetím prodloužení, Brett Hull vstřelil gól pro Stars, kteří tak vyhráli Stanley Cup. Jeho brusle byla ale v brankovišti dříve, než stihl přiletět puk, což se v roce 1999 nesmělo. Dokonce i redaktor deníku The Dallas Morning News, hokejový novinář Keith Gave zpochybňoval legalitu toho gólu. I když se Sabres snažili vymluvit rozhodčím gól, červený koberec už byl na ledě a pohár byl také připraven. Americká sportovní televize ESPN vyhlásila tuto chybu za pátou nejhorší chybu rozhodčích ve sportovní historii. Buffalští fanoušci, kteří si už podobných neštěstí vytrpěli dost při americkém fotbale, dodnes zápasu říkají No Goal. V další sezoně bylo pravidlo změněno, útočící hráč již může být v brankovišti dokud nepřekáží gólmanovi.
Další sezona byla zklamáním. Týmu se nedařilo i kvůli zranění Dominika Haška a dalších hráčů. Z Chicago Blackhawks přišel Doug Gilmour, který významně týmu pomohl do play-off. Ten ale onemocněl a ani Haškův návrat nezabránil brzkému vyřazení v prvním kole proti Philadelphia Flyers. Opět se ale opakovaly chyby rozhodčích. Ve druhém zápase, útočník Flyers John LeClair vstřelil gól skrz boční síť. I když záznam jasně ukazoval, kudy vlastně puk prošel, rozhodčí gól uznali a Flyers vyhráli zápas 2:1, sérii nakonec 4:1.
V sezoně 2000-01, Michael Peca nemohl hrát kvůli sporné smlouvě a ke konci sezony byl vyměněn do New York Islanders za Tima Connollyho a Taylora Pyatta. Sabres se i přesto podařilo vyřadit Flyers v prvním kole, když šestý, a nakonec rozhodující, zápas vyhráli 8:0. Ve druhém kole na ně čekali outsideři Pittsburgh Penguins, které vedli superhvězda Mario Lemieux a kapitán Jaromír Jágr, který vyhrál v té sezoně pátou Art Ross Trophy. Sabres podlehli Penguins v sedmém zápase, kdy v prodloužení vstřelil rozhodující gól Darjus Kasparajtis.

#### Třetí dres
V roce 2000 byl pro Sabres vůbec poprvé v jejich historii vytvořen třetí dres. Hlavní barvou byla červená, na drese byly černé a šedé pruhy a také nápis „Buffalo“. Logem byl černý kruh s křížem z šavlí. Dres byl používán až do roku 2006, kdy se Sabres vrítili k původním barvám. Třetím dresem se tak stal původní dres používaný od vzniku organizace až do roku 1996. Poprvé byl jako třetí dres použit 20. září 2008.

#### Doba bez play-off
Po dlouhých a neúspěšných jednáních s Dominikem Haškem o nové smlouvě v létě 2001, byl Hašek vyměněn do Detroit Red Wings. Bez něj a Mika Pecy se Sabres nedostali v roce 2002 do play-off.
V létě 2002 byl vlastník John Rigas zadržen za vytunelování své firmy Adelphia a zatčen na 15 let. NHL se tak stala vlastníkem týmu, Rigasova rodina přesto zůstala na papíře vlastníkem. Skandál se stal pro ligu velmi ponižujícím.
V této chvíli nikdo nechtěl koupit Sabres. Návštěvnost klesala a vypadalo to, že tým se buď přemístí nebo skončí. Hlavním kandidátem byl Mark Hamister, majitel týmu Arena Football League Buffalo Destroyers, který byl osobní volbou hlavního komisaře NHL Garyho Bettmana. Nicméně, časem vyšlo najevo, že Hamisterovy výdaje byly velmi nejisté a nezabezpečené. Navíc se vědělo, že poté, co koupil tým Arena Football League 2 v Daytonu, musel ho kvůli problémům s tamní vládou přemístit do Cincinnati. Také uvažoval o přemístění Destroyers, což se mu nakonec povedlo a Destroyers hráli v Columbusu. Pod tlakem fanoušků, kteří se báli, že Hamister tým přemístí, stát New York se rozhodl jeho nabídku jakýmsi způsobem zničit.
Další skupina, která projevila zájem byla vedena Sherrym Bassinem, vlastníkem týmu OHL Erie Otters. Společně s ním tam byli Alain Maislin, magnát nákladní dopravy z Montrealu a Frank DuRoss, vlastník fotbalového týmu Rochester Raging Rhinos. Ted Nolan byl Bassinovým velkým přítelem a tak se objevily spekulace, že by se do týmu pod Bassinem vrátil. Nakonec se ale skupina rozpadla ještě než stačila poslat nabídku NHL.

#### 2002/03 a noví vlastníci
Sabres začínali tuto sezonu jako majetek ligy a tak generální manažer Darcy Regier nemohl provézt mnoho změn které by vedly ke zlepšení kádru. Regier se tak rozhodl, že začne tým přestavovat a před uzávěrkou přestupů se začal zbavovat veteránů. Prvním byl dlouhodobý křídelník Rob Ray, který odešel do Ottawa Senators aby dostal poslední šanci na výhru Stanley Cupu, než v létě ukončil kariéru. Dále poslali Stu Barnese do Dallas Stars za mladého útočníka Michaela Ryana a výběr v draftu. Poslední výměna poslala Chrise Grattona do Phoenix Coyotes za Dannyho Briera a výběr v draftu. Výměna Barnese byla všeobecně očekávána, opět z důvodů, aby dostal šanci na Stanleyův pohár, sám Barnes ji ale nečekal. V Buffalu se stal velice populární a to s pomocí komentátora Ricka Jeannereta s gólovou hláškou „Stuuuuuu Barnes… top shelf where momma hides the cookies“ („pod víko, kde mamka schovala sušenky“). Barnes se poté, co se dozvěděl o přestupu psychicky zhroutil před novináři se slovy, že chtěl v týmu zůstat.
Po dvou nejasných sezonách byl tým prodán skupině vedené rochesterským miliardářem Tomem Golisanem a bývalým prezidentem Sabres Larrym Quinnem. Golisano si hned získal pozornost fanoušků snížením vstupného na zápasy Sabres.

#### 2003/04
Tým se konečně vymanil z finančních potíží, přesto se nedokázal dostat do play-off. Debut si odbylo pár významných mladíků, jako třeba Daniel Brière. Nejvýznamnějším momentem sezony byl Novoroční zápas proti Washington Capitals, ve kterém Maxim Afinogenov a Miroslav Šatan vstřelili oba hattrick a Sabres vyhráli 7:1.

#### 2004/05
Tato sezona byla zrušena kvůli stávce, hráčská asociace se ale v létě 2005 dohodla a tak se připravovalo na další sezonu.
19. ledna 2005 ztratili Sabres svou televizi. Stanice Empire Sports Network, kterou stejně jako Sabres dříve vlastnila firma Adelphia a která vysílala zápasy Sabres byla zrušena a tak Adelphia prodala vysílací práva stanici Madison Square Garden Network, sídlící v New Yorku a již dříve vysílající zápasy New York Rangers, New York Islanders a New Jersey Devils. Vysílání zápasů Sabres je dostupné pouze v západním New Yorku.

### Doba po stávce

#### 2005/06
Sabres začali sezonu velice dobře a celou dobu se drželi blízko prvních míst. 3. dubna se poprvé dostali do play-off od roku 2001. Nakonec v základní části sezony vyhráli 53 zápasů, což bylo poprvé, kdy překonali hranici padesáti výher. A 25 výher na ledě soupeře byl nový rekord týmu. Navíc získali celkem 110 bodů, což znamenalo první více než stobodovou sezonu po třiadvaceti letech. Společně s Ottawa Senators a Carolina Hurricanes měli Sabres nejvíce výher ve Východní konferenci. Bohužel se ale pro play-off kvalifikovali na čtvrtém místě, to protože divizní titul vyhráli Senators.
V prvním kole play-off vyřadili Philadelphia Flyers v šesti zápasech, ve dvou zápasech se jim dokonce povedlo vstřelit sedm či více gólů. V dalším kole přišli na řadu Senators, kteří postoupili z prvního místa a podlehli Sabres v pěti zápasech. Významným momentem byl závěr prvního zápasu, jehož skóre Tim Connolly vyrovnal až jedenáct sekund před koncem základní hrací doby. Buffalo nakonec díky gólu Chrise Druryho vyhrálo 7:6. Další dva zápasy se povedlo Sabres vyhrát v sérii v prodloužení, stejně jako rozhodující pátý zápas, kdy vstřelil v prodloužení gól v oslabení Jason Pominville. Ten poslal Sabres do finále Východní konference proti Hurricanes. Bylo to vůbec poprvé v historii NHL, kdy v prodloužení rozhodl o postupu gól v oslabení.
I když Sabres postrádali své nejlepší obránce, Teppa Numminena, Dmitrije Kalinina a Henrika Tallindera a také svého nejlepšího přesilovkového střelce, Tima Connollyho, dokázali se vrátit z vedení Hurricanes 3:2 na zápasy do sedmého zápasu, když ten šestý vyhráli v prodloužení. V sedmém zápase postrádali i dalšího obránce, nejlepšího blokovače střel, Jaye McKeeho. Jochen Hecht zařídil Sabres vedení 2:1 čtyři sekundy před koncem druhé třetiny. Hurricanes ale nakonec vyhráli 4:2, vítězný gól vstřelil kapitán Rod Brind'Amour při trestu buffalského obránce Briana Campbella. Hurricanes nakonec porazili ve finále Edmonton Oilers a vyhráli Stanley Cup. Neočekávané úspěchy Sabres vyústili v Jack Adams Award pro kouče Lindyho Ruffa, který svého soka z Carolina Hurricanes, Petera Lavioletta porazil při hlasování 155:154, což bylo vůbec nejtěsnější vítězství této trofeje v historii. Po Nolanovi se tak Ruff stal druhým koučem Sabres, který byl vyhlášen nejlepším koučem sezony.

#### 2006/07: Návrat k modré a zlaté
16. září 2006 Sabres ukázali světu své nové domácí a venkovní dresy s půlnoční modrou, kukuřičně zlatou, stříbrnou a bílou barvou a také třetí dres, což byl původní dres Sabres z let 1970–1996, na otevřeném tréninku v HSBC Areně. Nové logo, bizon, bylo přirovnáváno k vlasům Donalda Trumpa, pokémonovi Pikachu nebo ke křečkovi. Internetová petice proti logu získala třicet tisíc podpisů, i přesto nové dresy vedly tabulky prodejů různých obchodů. Stejně jako nové dresy Dallas Stars, Tampa Bay Lightning, New York Islanders a San Jose Sharks, měly i tyto číslo ve předu na prsou, které se v NHL objevilo poprvé od roku 1950.
Na tréninkovém kempu byla vůbec nejdražší skupina hráčů v historii a to i přes odchody Jaye McKeeho, J. P. Dumonta a Mika Griera.
20. října se týmu povedlo zničit rekord z roku 1975, když si proti Carolina Hurricanes připsali dvanáctou výhru v řadě. Navíc se stali teprve druhým týmem v historii NHL, který začal sezonu desíti vítěznými zápasy. 28. října ukončili sérii vyhraných zápasů až po nájezdech Atlanta Thrashers.
5. listopadu porazili venku New York Rangers a připsali si nový rekord pro počet vyhraných venkovních zápasů v řadě na začátku sezony. Bylo to osm, nakonec číslo ještě zvýšili na deset. 18. listopadu byla série ukončena kvůli prohře v Ottawě.
Utkání hvězd 2007, které se hrálo v Dallasu, vidělo také několik Sabres. Gólman Ryan Miller, obránce Brian Campbell a útočník Daniel Brière byli fanoušky zvoleni jako hráči zahajovací formace za Východní konferenci, kterou trénoval trenér Sabres Lindy Ruff. Nakonec podlehli Západní konferenci 12:9. Thomas Vanek si zahrál Utkání mladých hvězd NHL.
22. února 2007, při zápase s Ottawa Senators, se strhla ohromná bitka, která vznikla kvůli nedovolenému hitu ottawského Chrise Neila na kapitána Sabres Chrise Druryho. Někteří hit považovali za úder zezadu nebo nedovolené bránění, nakonec ani rozhodčí, ani disciplinární komise se nerozhodli Neila potrestat. Po následujícím vhazování začala bitka. Adam Mair napadl Jasona Spezzu, Andrew Peters zase Danyho Heatleyho a brankáři Martin Biron a Ray Emery se také do sebe pustili. Zatím se strhla hádka mezi trenéry Lindym Ruffem a Bryanem Murraym. Bývalý bitkař Sabres a v této době expert stanice MSG Network, Rob Ray, stojící mezi oběma střídačkami zachytil Ruffova slova: „běžte po Petersovi, ale ne po mém kapitánovi“. Přes sto trestných minut museli rozhodčí udělit a Lindy Ruff, i když vykonal něco jako hokejovou spravedlnost, byl potrestán pokutou sto tisíc dolarů od vedení ligy. Fanoušci Sabres nabídli pomoc, že prý uspořádají sbírku na tu pokutu, Ruff jim ale poděkoval za pomoc a zaplatil ji sám. Drew Stafford nakonec vstřelil vítězný nájezd pro Sabres a Clarke MacArthur v zápase vstřelil svůj první gól v kariéře v NHL. Drury se vrátil na led o pár dní později.
30. března 2007 se podruhé v historii podařilo Sabres překonat hranici padesáti vítězných zápasů, když porazili New York Islanders 6:4. 5 gólů v zápase vstřelili při nerovnoměrném počtu hráčů na ledě, 3 v přesilovkách zaznamenali Drury, Stafford a Dainius Zubrus, 2 v oslabení vstřelil Drury a Derek Roy.
3. dubna porazili Pittsburgh Penguins a zajistili si tak vítězství v Severovýchodní divizi.
7. dubna zdolali Washington Capitals a zajistili si tak Presidents' Trophy pro vítěze základní části, což se jim povedlo poprvé v historii a navíc vyrovnali týmový rekord pro počet bodů z roku 1975.
9. dubna vydala televizní stanice ESPN další číslo svého magazínu, ve kterém umístila Buffalo Sabres jako nejlepší tým z hlavních lig v Severní Americe. Ocenila dostupnost hráčů, levné vstupné a zajímavý herní styl a také to, že fanoušci vyprodali úplně všechny zápasy v sezoně 2006-07.
Sabres se v play-off zbavili New York Islanders a New York Rangers a tak postoupili to konferenčního finále. 19. května je vyřadili Ottawa Senators, když Daniel Alfredsson v prodloužení rozhodl o osudu pátého zápasu.

#### 2007/08
Na začátku července odešli z týmu dva volní hráči a alternativní kapitáni, Daniel Brière do Philadelphia Flyers a Chris Drury do New York Rangers. Málem ztratili také Thomase Vanka, kterému Edmonton Oilers nabízeli sedmiletou smlouvu na 50 milionů dolarů, ale nakonec se jim podařilo smlouvu s rakouským útočníkem podepsat. Potom se radši generální manažer Darcy Regier rozhodl, že začne podepisovat nastávající volné hráče už v základní části. To také udělal v polovině října 2007 s Jochenem Hechtem, který dostane 14,1 milionu dolarů ve čtyřech letech.
Dlouhodobý spolukomentátor pro Sabres, Jim Lorentz, oznámil svůj odchod do důchodu v říjnu 2007. Po boku legendárního Ricka Jeannereta ho vystřídal bývalý spolukomentátor kultovního pořadu Hockey Night in Canada Harry Neale.
Novoročním zápasem bylo v roce 2008 Winter Classic, které Sabres odehráli doma, na stadionu fotbalových Buffalo Bills, Ralph Wilson Stadium, proti Pittsburgh Penguins. Oficiálně se zápas jmenoval AMP Energy NHL Winter Classic, v Buffalu a okolí se mu ovšem říkalo „Ice Bowl“. Sabres prohráli 2:1 po nájezdech.
Stejně jako ostatní týmy v NHL, i Sabres museli trochu předělat své dresy kvůli globálnímu přechodu ke značce Rbk Edge. Nešlo ale o víc, než přidání loga NHL k límci. Oficiálně neměli Sabres pro sezonu stanovený žádný třetí dres, na Winter Classic si ale oblékli původní dres ze sedmdesátých let.
3. dubna 2008 podlehli Montreal Canadiens a byli definitivně vyřazeni z boje o play-off. Stali se teprve třetím týmem v historii NHL, který nešel do play-off rok po vítězství Presidents' Trophy. Oba dva předchozí týmy ale hned v dalším roce vyhráli Stanley Cup.

#### 2008/09
10. června 2008 oficiálně jmenovali Portland Pirates svou novou hlavní farmou v AHL, což skončilo devětadvacetiletou spolupráci s Rochester Americans, kteří jsou nyní farmou Florida Panthers. Sabres podepsali s Pirates smlouvu na dva roky s opcí na jeden rok.
Sezonu volných hráčů Sabres začali poměrně tiše ale přece jen podepsali brankáře Patricka Lalima. Dále vyměnili Steva Berniera do Vancouver Canucks za dva výběry v draftu a přidali do týmu Craiga Riveta za výběry v druhých kolech draftů 2009 a 2010. V následujícím měsíci přidal Darcy Regier pár hráčů, kteří měli strávit nějaký ten čas v AHL, jako třeba Mathieu Darche. V srpnu ještě přidal Coltona Frettera a Colina Murphyho.
Regier musel ale také podepsat smlouvy s několika svými hráči. Nejprve podepsal čtyřletou smlouvu Paul Gaustad, další na řadě byli Ryan Miller a Jason Pominville, kterým ještě rok zbýval a tak po podepsání pětiletého kontraktu vytrvají v týmu až do roku 2014.
4. srpna 2008 hokejový novinář americké sportovní televizní stanice ESPN, Terry Frei, napsal článek „Žebříček koučů NHL“, Lindyho Ruffa umístil do sekce „Elita“.
15. srpna téhož roku Sabres oznámili fanouškům, že jim brzy ukážou nový třetí dres, který obsahoval pár designových úprav, jinak to byla ta stejná verze původního dresu ze sedmdesátých, osmdesátých a poloviny devadesátých let. Fanoušci ho poprvé spatřili na otevřeném tréninku 20. září a viděli tak původní dres s prvky současného. Vyvolal u nich pozitivní reakce.
Buffalo Memorial Auditorium mělo být v říjnu 2008 zničeno, protože v posledních dvanácti letech, kdy jej po odchodu Sabres nikdo nepoužíval, bylo už pouze historickou částí města.
8. října 2008 se Craig Rivet stal prvním samostatným kapitánem od odchodu Stu Barnese v roce 2003.
4. března 2009 přišla uzávěrka přestupů a manažer Regier byl velice aktivní. Nejprve podepsal smlouvu s Timem Connollym a to na 4,2 milionu dolarů za dva roky, poté vyměnil výběr ve čtvrtém kole draftu 2010 do Phoenix Coyotes za Mikaela Tellqvista, pak poslal druhý výběr v draftu 2009 do Toronto Maple Leafs za Dominica Moora a nakonec poslal Aleše Kotalíka do Edmonton Oilers za jiný výběr v druhém kole draftu 2009.
9. dubna 2009, i přes výhru, byli opět vyřazeni z bojů o play-off. New York Rangers totiž svůj zápas vyhráli a Montreal Canadiens si připsali bod za prohru po prodloužení a tak už je Sabres nemohli dohonit. A tak se stali prvním týmem v historii NHL, který po vítězství Presidents' Trophy dvakrát za sebou nepostoupil do play-off.

#### 2009/10
Hned v první den otevření trhu s volnými hráči oznámil Darcy Regier podepsání smluv s obránci Stevem Montadorem na dva roky a Joem DiPentou na jeden rok. Také podepsal nové smlouvy s několika svými hráči. 20. července podepsal víceletou smlouvu s Andrejem Sekerou a jednoletý kontrakt s Clarkem MacArthurem. 11. srpna se po třech letech strávených v San Jose Sharks vrátil Mike Grier, který již prožil dvě sezony se Sabres.
Na začátku sezony se pár koučů týmu, manažer Darcy Regier a také několik televizních hlasatelů vypravilo na tour po jiných městech Spojených států. Konkrétně navštívili Tampu, Washington, Raleigh a Atlantu, kde žije mnoho fanoušků Sabres, lidí ze západního New Yorku.
1. ledna 2010 se stali Sabres prvním týmem od roku 2006, který dokázal vyhrát více zápasů za sebou ve kterých prohrávali o tři nebo více gólů. Nejprve porazili Pittsburgh Penguins 4:3 a poté přidali vítězství proti Atlanta Thrashers, 4:3 v prodloužení.
3. března 2010 přišla na řadu uzávěrka přestupů, Sabres poslali nejprve Nathana Paetsche a výběr v druhém kole draftu do Columbus Blue Jackets za Raffiho Torrese a poté poslali Clarka MacArthura do Atlanta Thrashers za výběr v třetím a čtvrtém kole draftu.
27. března se poprvé od roku 2007 dostali do play-off když přejeli Tampa Bay Lightning 7:1. 6. dubna porazili New York Rangers a zajistili si tak vítězství v Severovýchodní divizi.
26. dubna byli v šesti zápasech vyřazeni v prvním kole z play-off týmem Boston Bruins.

#### 2010/11
Na začátku trhu s volnými hráči Sabres hned přišli o své dva eltiní obránce, Toni Lydman odešel do Anaheim Ducks a Henrik Tallinder vyztužil defenzivu New Jersey Devils. Místo nich přišel z Pittsburgh Penguins Jordan Leopold, který s týmem uzavřel tříletou smlouvu. Regier dále podepsal smlouvu s náhradním brankářem Patrickem Lalimem na jeden rok a také přivedl z New Jersey defenzivního útočníka Roba Niedermayera.
29. ledna 2011 uzavřeli Tom Golisano a Terry Pegula dohodu o prodeji týmu za částku 189 milionů dolarů. Tento prodej následně schválila liga 18. února.
Během uzávěrky přestupů nejprve Sabres přišli o Craiga Riveta, kterého si z listiny nechráněných hráčů vybral Columbus Blue Jackets a poté získal Brada Boyese z týmu St. Louis Blues za právo volby ve druhém kole draftu v roce 2011.

## Úspěchy
- Vítěz základní části (1×)
  - 2006/07
- Vítěz konference Prince z Walesu (východní konference) (3×)
  - 1974/75, 1979/80, 1998/99
- Vítěz Adamsovy divize (3×)
  - 1974/75, 1979/80, 1980/81
- Vítěz severovýchodní divize (3×)
  - 1996/97, 2006/07, 2009/10

## Média
Televizní vysílání zajišťuje Madison Square Garden Network, komentátory jsou Rick Jeanneret a Harry Neale. Bývalý bitkař Rob Ray je expertem ve studiu a také reportérem mezi střídačkami týmů.

## Ocenění členové organizace

### ČlenovéHokejové síně slávy

#### Hráči
- Dick Duff, uveden v roce 2006
- Grant Fuhr, uveden v roce 2003
- Clark Gillies, uveden v roce 2002
- Tim Horton, uveden v roce 1977
- Gilbert Perreault, uveden v roce 1990
- Dale Hawerchuk, uveden v roce 2001
- Pat LaFontaine, uveden v roce 2003
- Dominik Hašek, uveden v roce 2014

### Vyřazená čísla
- 2 - Tim Horton, vyřazeno v roce 1996
- 7 - Richard Martin, vyřazeno v roce 1995
- 11 - Gilbert Perreault, vyřazeno v roce 1990
- 14 - Rene Robert, vyřazeno v roce 1995
- 16 - Pat LaFontaine, vyřazeno v roce 2006
- 18 - Danny Gare, vyřazeno v roce 2005
- 39 - Dominik Hašek, vyřazeno v roce 2015
- 99 - Wayne Gretzky, vyřazeno pro celou ligu v roce 2000
- SHK III a NRK - bannery pro zakladatele týmu Seymoura H. Knoxe III. a Northrupa R. Knoxe

### Individuální
Zdroj:
| Počet                                                                                    | Hráč                     | Roky                                                             |
| ---------------------------------------------------------------------------------------- | ------------------------ | ---------------------------------------------------------------- |
| Bill Masterton Memorial Trophy (Cena za vytrvalost, sportovního ducha a oddanost hokeji) |                          |                                                                  |
| 1                                                                                        | Don Luce                 | 1974/1975                                                        |
| 1                                                                                        | Pat LaFontaine           | 1994/1995                                                        |
| Calder Memorial Trophy (Nejlepší nováček NHL)                                            |                          |                                                                  |
| 1                                                                                        | Gilbert Perreault        | 1970/1971                                                        |
| 1                                                                                        | Tom Barrasso             | 1983/1984                                                        |
| 1                                                                                        | Tyler Myers              | 2009/2010                                                        |
| Frank J. Selke Trophy (Nejlépe bránící útočník NHL)                                      |                          |                                                                  |
| 1                                                                                        | Craig Ramsay             | 1984/1985                                                        |
| 1                                                                                        | Michael Peca             | 1996/1997                                                        |
| Hart Memorial Trophy (Nejužitečnější hráč NHL)                                           |                          |                                                                  |
| 2                                                                                        | Dominik Hašek            | 1996/1997, 1997/1998                                             |
| Jack Adams Award (Nejlepší trenér NHL)                                                   |                          |                                                                  |
| 1                                                                                        | Ted Nolan                | 1996/1997                                                        |
| 1                                                                                        | Lindy Ruff               | 2005/2006                                                        |
| King Clancy Memorial Trophy (Cena za humanitární a charitativní činnost)                 |                          |                                                                  |
| 1                                                                                        | Rob Ray                  | 1998/1999                                                        |
| Lady Byng Memorial Trophy (Nejslušnější hráč)                                            |                          |                                                                  |
| 1                                                                                        | Gilbert Perreault        | 1972/1973                                                        |
| Ted Lindsay Award (Nejužitečnější hráč pro mužstvo dle hlasování hráčů)                  |                          |                                                                  |
| 2                                                                                        | Dominik Hašek            | 1996/1997, 1997/1998                                             |
| Lester Patrick Trophy (Osobnost, která přispěla k rozvoji hokeje v USA)                  |                          |                                                                  |
| 1                                                                                        | Pat LaFontaine           | 1996/1997                                                        |
| 1                                                                                        | Scotty Bowman            | 2000/2001                                                        |
| Vezina Trophy (Nejlepší brankář NHL)                                                     |                          |                                                                  |
| 1                                                                                        | Don Edwards Bob Sauve    | 1979/1980                                                        |
| 1                                                                                        | Tom Barrasso             | 1983/1984                                                        |
| 6                                                                                        | Dominik Hašek            | 1993/1994, 1994/1995, 1996/1997, 1997/1998, 1998/1999, 2000/2001 |
| 1                                                                                        | Ryan Miller              | 2009/2010                                                        |
| NHL Plus/Minus Award (Nejlepší hráč ve statistice +/-)                                   |                          |                                                                  |
| 1                                                                                        | Thomas Vanek             | 2006/2007                                                        |
| William M. Jennings Trophy (Brankáři týmu, který dosáhl v sezóně NHL nejméně gólů)       |                          |                                                                  |
| 1                                                                                        | Tom Barrasso Bob Sauve   | 1984/1985                                                        |
| 1                                                                                        | Dominik Hašek Grant Fuhr | 1993/1994                                                        |
| 1                                                                                        | Dominik Hašek            | 2000/2001                                                        |

## Nejlepší hráči týmu
Zdroj:

Poznámka: Pos = Pozice; GP = Odehrané zápasy; G = Góly; A = Asistence; Pts = Body; P/G = Bodů na zápas; * = současný hráč Sabres
| Hráč              | Pos | GP   | G   | A   | Pts  | P/G  |
| Gilbert Perreault | C   | 1191 | 512 | 814 | 1326 | 1.11 |
| Dave Andreychuk   | LW  | 837  | 368 | 436 | 804  | 0.96 |
| Rick Martin       | LW  | 681  | 382 | 313 | 695  | 1.02 |
| Craig Ramsay      | LW  | 1070 | 252 | 420 | 672  | 0.63 |
| Phil Housley      | D   | 608  | 178 | 380 | 558  | 0.92 |
| Rene Robert       | RW  | 524  | 222 | 330 | 552  | 1.05 |
| Don Luce          | C   | 766  | 216 | 310 | 526  | 0.69 |
| Jason Pominville  | RW  | 733  | 217 | 304 | 521  |      |
| Mike Foligno      | RW  | 664  | 247 | 264 | 511  | 0.79 |
| Danny Gare        | RW  | 503  | 267 | 233 | 500  | 0.99 |

| Hráč              | Pos | G   |
| Gilbert Perreault | C   | 512 |
| Rick Martin       | LW  | 382 |
| Dave Andreychuk   | LW  | 368 |
| Danny Gare        | RW  | 267 |
| Thomas Vanek      | LW  | 254 |
| Craig Ramsay      | LW  | 252 |
| Mike Foligno      | RW  | 247 |
| Miroslav Šatan    | LW  | 224 |
| Rene Robert       | C   | 222 |
| Jason Pominville  | RW  | 217 |

| Hráč              | Pos | A   |
| Gilbert Perreault | C   | 814 |
| Dave Andreychuk   | LW  | 436 |
| Craig Ramsay      | LW  | 420 |
| Phil Housley      | D   | 380 |
| Rene Robert       | C   | 330 |
| Rick Martin       | LW  | 313 |
| Don Luce          | C   | 310 |
| Jason Pominville  | D   | 304 |
| Dale Hawerchuk    | C   | 275 |
| Derek Roy         | C   | 266 |

## Individuální rekordy jednotlivých sezón

### Základní část
- Zdroj zde

| 1970/1971 |
| 1971/1972 |
| 1972/1973 |
| 1973/1974 |
| 1974/1975 |
| 1975/1976 |
| 1976/1977 |
| 1977/1978 |
| 1978/1979 |
| 1979/1980 |
| 1980/1981 |
| 1981/1982 |
| 1982/1983 |
| 1983/1984 |
| 1984/1985 |
| 1985/1986 |
| 1986/1987 |
| 1987/1988 |
| 1988/1989 |
| 1989/1990 |
| 1990/1991 |
| 1991/1992 |
| 1992/1993 |
| 1993/1994 |
| 1994/1995 |
| 1995/1996 |
| 1996/1997 |
| 1997/1998 |
| 1998/1999 |
| 1999/2000 |
| 2000/2001 |
| 2001/2002 |
| 2002/2003 |
| 2003/2004 |
| 2004/2005 |
| 2005/2006 |
| 2006/2007 |
| 2007/2008 |
| 2008/2009 |
| 2009/2010 |
| 2010/2011 |
| 2011/2012 |
| 2012/2013 |
| 2013/2014 |
| 2014/2015 |
| 2015/2016 |
| 2016/2017 |
| 2017/2018 |
| 2018/2019 |
| 2019/2020 |
| 2020/2021 |
| 2021/2022 |
| 2022/2023 |
| 2023/2024 |
| 2024/2025 |

| Gilbert Perreault                | 38 |
| Rick Martin                      | 44 |
| Rene Robert                      | 40 |
| Rick Martin                      | 52 |
| Rick Martin                      | 52 |
| Danny Gare                       | 50 |
| Gilbert Perreault                | 39 |
| Gilbert Perreault                | 41 |
| Rick Martin                      | 32 |
| Danny Gare                       | 56 |
| Danny Gare                       | 46 |
| McCourt a Mike Foligno           | 33 |
| Tony McKegney                    | 36 |
| Dave Andreychuk                  | 38 |
| Dave Andreychuk                  | 31 |
| Mike Foligno                     | 41 |
| Mike Foligno                     | 30 |
| Ray Sheppard                     | 38 |
| Pierre Turgeon                   | 34 |
| Pierre Turgeon a Dave Andreychuk | 40 |
| Dave Andreychuk                  | 36 |
| Pat LaFontaine                   | 46 |
| Alexandr Mogilnyj                | 76 |
| Dale Hawerchuk                   | 35 |
| Donald Audette                   | 24 |
| Pat LaFontaine                   | 40 |
| Donald Audette                   | 28 |
| Donald Audette                   | 24 |
| Miroslav Šatan                   | 40 |
| Miroslav Šatan                   | 33 |
| Donald Audette                   | 34 |
| Miroslav Šatan                   | 37 |
| Miroslav Šatan                   | 26 |
| Miroslav Šatan                   | 29 |
| stávka                           |    |
| Chris Drury                      | 30 |
| Thomas Vanek                     | 43 |
| Thomas Vanek                     | 36 |
| Thomas Vanek                     | 40 |
| Thomas Vanek                     | 28 |
| Thomas Vanek                     | 32 |
| Jason Pominville                 | 30 |
| Thomas Vanek                     | 20 |
| Tyler Ennis                      | 21 |
| Tyler Ennis                      | 20 |
| Jack Eichel                      | 24 |
| Evander Kane                     | 28 |
| Jack Eichel a Sam Reinhart       | 25 |
| Jeff Skinner                     | 40 |
| Jack Eichel                      | 36 |
| Sam Reinhart                     | 25 |
| Tage Thompson                    | 38 |
| Tage Thompson                    | 47 |
| Tage Thompson                    | 29 |
| Tage Thompson                    | 44 |

| Phil Goyette                     | 46 |
| Gilbert Perreault                | 48 |
| Gilbert Perreault                | 60 |
| Rene Robert                      | 44 |
| Rene Robert                      | 60 |
| Gilbert Perreault                | 69 |
| Gilbert Perreault                | 56 |
| Gilbert Perreault a Rene Robert  | 48 |
| Gilbert Perreault                | 58 |
| Gilbert Perreault                | 66 |
| John Van Boxmeer                 | 51 |
| John Van Boxmeer                 | 54 |
| Phil Housley                     | 47 |
| Gilbert Perreault                | 59 |
| Gilbert Perreault a Phil Housley | 53 |
| Dave Andreychuk                  | 51 |
| Dave Andreychuk                  | 48 |
| Dave Andreychuk                  | 48 |
| Pierre Turgeon                   | 54 |
| Pierre Turgeon                   | 66 |
| Dale Hawerchuk                   | 58 |
| Dale Hawerchuk                   | 75 |
| Pat LaFontaine                   | 95 |
| Dale Hawerchuk                   | 51 |
| Garry Galley                     | 29 |
| Pat LaFontaine                   | 51 |
| Garry Galley                     | 34 |
| Alexej Žitnik                    | 30 |
| Jason Woolley                    | 33 |
| Doug Gilmour                     | 48 |
| Donald Audette                   | 45 |
| Miroslav Šatan                   | 36 |
| Miroslav Šatan                   | 49 |
| Daniel Brière a Jochen Hecht     | 37 |
| stávka                           |    |
| Maxim Afinogenov                 | 51 |
| Daniel Brière                    | 63 |
| Jason Pominville                 | 53 |
| Jason Pominville                 | 46 |
| Tim Connolly                     | 48 |
| Thomas Vanek                     | 41 |
| Jason Pominville                 | 43 |
| Thomas Vanek a Tyler Ennis       | 21 |
| Christian Ehrhoff                | 27 |
| Matt Moulson                     | 27 |
| Ryan O'Reilly                    | 39 |
| Rasmus Ristolainen               | 39 |
| Jack Eichel                      | 39 |
| Jack Eichel                      | 54 |
| Jack Eichel                      | 42 |
| Victor Olofsson                  | 19 |
| Rasmus Dahlin                    | 40 |
| Rasmus Dahlin                    | 58 |
| Rasmus Dahlin                    | 39 |
| Rasmus Dahlin                    | 51 |

| Gilbert Perreault               | 72  |
| Gilbert Perreault a Rick Martin | 74  |
| Gilbert Perreault               | 88  |
| Rick Martin                     | 86  |
| Rene Robert                     | 100 |
| Gilbert Perreault               | 113 |
| Gilbert Perreault               | 95  |
| Gilbert Perreault               | 89  |
| Gilbert Perreault               | 85  |
| Gilbert Perreault               | 106 |
| Danny Gare                      | 85  |
| Mike Foligno                    | 77  |
| Gilbert Perreault               | 76  |
| Gilbert Perreault               | 90  |
| Gilbert Perreault               | 83  |
| Dave Andreychuk                 | 87  |
| Dave Andreychuk                 | 73  |
| Dave Andreychuk                 | 78  |
| Pierre Turgeon                  | 88  |
| Pierre Turgeon                  | 106 |
| Dale Hawerchuk                  | 89  |
| Dale Hawerchuk                  | 98  |
| Pat LaFontaine                  | 148 |
| Dale Hawerchuk                  | 86  |
| Alexandr Mogilnyj               | 47  |
| Pat LaFontaine                  | 91  |
| Derek Plante                    | 53  |
| Miroslav Šatan                  | 46  |
| Miroslav Šatan                  | 66  |
| Doug Gilmour                    | 73  |
| Donald Audette                  | 79  |
| Miroslav Šatan                  | 73  |
| Miroslav Šatan                  | 75  |
| Daniel Brière                   | 65  |
| stávka                          |     |
| Maxim Afinogenov                | 73  |
| Daniel Brière                   | 95  |
| Derek Roy                       | 81  |
| Derek Roy                       | 70  |
| Derek Roy                       | 69  |
| Thomas Vanek                    | 73  |
| Jason Pominville                | 73  |
| Thomas Vanek                    | 41  |
| Cody Hodgson                    | 44  |
| Tyler Ennis                     | 46  |
| Ryan O'Reilly                   | 60  |
| Jack Eichel                     | 57  |
| Jack Eichel                     | 64  |
| Jack Eichel                     | 82  |
| Jack Eichel                     | 78  |
| Sam Reinhart                    | 40  |
| Tage Thompson                   | 68  |
| Tage Thompson                   | 94  |
| Alex Tuch                       | 59  |
| Tage Thompson                   | 72  |

## Češi a Slováci v Buffalo Sabres
| Sezóna                                                                   | Hráči – Češi                                                                    | Hráči – Slováci                                 | Soupiska       | Playoffs       |                |                |                |                |                |                |
| 1987/1988                                                                | Jan Ludvig                                                                      | nikdo                                           | Zde            |                |                |                |                |                |                |                |
| 1988/1989                                                                | Jan Ludvig                                                                      | nikdo                                           | Zde            |                |                |                |                |                |                |                |
| 1989/1990                                                                | nikdo                                                                           | nikdo                                           | Zde            |                |                |                |                |                |                |                |
| 1990/1991                                                                | Jiří Šejba                                                                      | nikdo                                           | Zde            |                |                |                |                |                |                |                |
| 1991/1992                                                                | Petr Svoboda                                                                    | nikdo                                           | Zde            |                |                |                |                |                |                |                |
| 1992/1993                                                                | Dominik Hašek • Petr Svoboda • Richard Šmehlík                                  | nikdo                                           | Zde            |                |                |                |                |                |                |                |
| 1993/1994                                                                | Dominik Hašek • Petr Svoboda • Richard Šmehlík                                  | nikdo                                           | Zde            |                |                |                |                |                |                |                |
| 1994/1995                                                                | Dominik Hašek • Petr Svoboda • Richard Šmehlík                                  | nikdo                                           | Zde            |                |                |                |                |                |                |                |
| 1995/1996                                                                | Dominik Hašek • Michal Grošek • Václav Varaďa                                   | nikdo                                           | Zde            | Ne             |                |                |                |                |                |                |
| 1996/1997                                                                | Dominik Hašek • Michal Grošek • Richard Šmehlík • Václav Varaďa                 | Miroslav Šatan                                  | Zde            |                |                |                |                |                |                |                |
| 1997/1998                                                                | Dominik Hašek • Michal Grošek • Richard Šmehlík • Václav Varaďa                 | Miroslav Šatan                                  | Zde            |                |                |                |                |                |                |                |
| 1998/1999                                                                | Dominik Hašek • Michal Grošek • Richard Šmehlík • Václav Varaďa                 | Miroslav Šatan                                  | Zde            |                |                |                |                |                |                |                |
| 1999/2000                                                                | Dominik Hašek • Michal Grošek • David Moravec • Richard Šmehlík • Václav Varaďa | Miroslav Šatan                                  | Zde            |                |                |                |                |                |                |                |
| 2000/2001                                                                | Dominik Hašek • Richard Šmehlík • Václav Varaďa                                 | Miroslav Šatan                                  | Zde            |                |                |                |                |                |                |                |
| 2001/2002                                                                | Aleš Kotalík • Richard Šmehlík • Václav Varaďa                                  | Miroslav Šatan                                  | Zde            | Ne             |                |                |                |                |                |                |
| 2002/2003                                                                | Aleš Kotalík • Jaroslav Kristek • Václav Varaďa                                 | Miroslav Šatan • Milan Bartovič • Radoslav Hecl | Zde            | Ne             |                |                |                |                |                |                |
| 2003/2004                                                                | Aleš Kotalík                                                                    | Miroslav Šatan • Milan Bartovič                 | Zde            | Ne             |                |                |                |                |                |                |
| 2004/2005                                                                | Sezóna zrušena                                                                  | Sezóna zrušena                                  | Sezóna zrušena | Sezóna zrušena | Sezóna zrušena | Sezóna zrušena | Sezóna zrušena | Sezóna zrušena | Sezóna zrušena | Sezóna zrušena |
| 2005/2006                                                                | Aleš Kotalík • Jiří Novotný                                                     | nikdo                                           | Zde            |                |                |                |                |                |                |                |
| 2006/2007                                                                | Aleš Kotalík • Jaroslav Špaček • Jiří Novotný                                   | Andrej Sekera                                   | Zde            |                |                |                |                |                |                |                |
| 2007/2008                                                                | Aleš Kotalík • Jaroslav Špaček                                                  | Andrej Sekera                                   | Zde            | Ne             |                |                |                |                |                |                |
| 2008/2009                                                                | Jaroslav Špaček • Aleš Kotalík                                                  | Andrej Sekera                                   | Zde            | Ne             |                |                |                |                |                |                |
| 2009/2010                                                                | nikdo                                                                           | Andrej Sekera                                   | Zde            |                |                |                |                |                |                |                |
| 2010/2011                                                                | nikdo                                                                           | Andrej Sekera                                   | Zde            |                |                |                |                |                |                |                |
| 2011/2012                                                                | nikdo                                                                           | Andrej Sekera                                   | Zde            | Ne             |                |                |                |                |                |                |
| 2012/2013                                                                | nikdo                                                                           | Andrej Sekera                                   | Zde            | Ne             |                |                |                |                |                |                |
| 2013/2014                                                                | Michal Neuvirth                                                                 | Jaroslav Halák                                  | Zde            | Ne             |                |                |                |                |                |                |
| 2014/2015                                                                | Michal Neuvirth                                                                 | Andrej Meszároš                                 | Zde            | Ne             |                |                |                |                |                |                |
| 2015/2016                                                                | nikdo                                                                           | nikdo                                           | Zde            | Ne             |                |                |                |                |                |                |
| 2016/2017                                                                | nikdo                                                                           | nikdo                                           | Zde            | Ne             |                |                |                |                |                |                |
| 2017/2018                                                                | nikdo                                                                           | nikdo                                           | Zde            | Ne             |                |                |                |                |                |                |
| 2018/2019                                                                | Vladimír Sobotka                                                                | nikdo                                           | Zde            | Ne             |                |                |                |                |                |                |
| 2019/2020                                                                | Vladimír Sobotka • Michael Frolík                                               | nikdo                                           | Zde            | Ne             |                |                |                |                |                |                |
| 2020/2021                                                                | nikdo                                                                           | nikdo                                           | Zde            | Ne             |                |                |                |                |                |                |
| 2021/2022                                                                | nikdo                                                                           | nikdo                                           | Zde            | Ne             |                |                |                |                |                |                |
| 2022/2023                                                                | Lukáš Rousek                                                                    | nikdo                                           | Zde            | Ne             |                |                |                |                |                |                |
| 2023/2024                                                                | Jiří Kulich • Lukáš Rousek                                                      | nikdo                                           | Zde            | Ne             |                |                |                |                |                |                |
| 2024/2025                                                                | Jiří Kulich                                                                     | nikdo                                           | Zde            | Ne             |                |                |                |                |                |                |
| 2025/2026                                                                | Jiří Kulich                                                                     | nikdo                                           | Zde            |                |                |                |                |                |                |                |
| Češi - Zdroj na Eliteprospects.com Slováci - Zdroj na Eliteprospects.com |                                                                                 |                                                 |                |                |                |                |                |                |                |                |

## Umístění v jednotlivých sezonách
| USA / Kanada (1970 –) |                             |        |                                                                          |                                                                          |                                                                          |                                                                          |                                                                          |                                                                          |                                                                          |                                                                          |                                                                          |                                                                          |                                                                          |                 |
| Sezóny                | Liga                        | Úroveň | Z                                                                        | V                                                                        | VP                                                                       | R                                                                        | PP                                                                       | P                                                                        | VG                                                                       | OG                                                                       | +/-                                                                      | B                                                                        | Pozice                                                                   | Play-off        |
| 1970/71               | NHL (Východní divize)       | 1      | 78                                                                       | 24                                                                       | –                                                                        | 15                                                                       | –                                                                        | 39                                                                       | 217                                                                      | 291                                                                      | -74                                                                      | 63                                                                       | 5.                                                                       | Ne              |
| 1971/72               | NHL (Východní divize)       | 1      | 78                                                                       | 16                                                                       | –                                                                        | 19                                                                       | –                                                                        | 43                                                                       | 203                                                                      | 289                                                                      | -86                                                                      | 51                                                                       | 6.                                                                       | Ne              |
| 1972/73               | NHL (Východní divize)       | 1      | 78                                                                       | 37                                                                       | –                                                                        | 14                                                                       | –                                                                        | 27                                                                       | 257                                                                      | 219                                                                      | +38                                                                      | 88                                                                       | 4.                                                                       | Čtvrtfinále     |
| 1973/74               | NHL (Východní divize)       | 1      | 78                                                                       | 32                                                                       | –                                                                        | 12                                                                       | –                                                                        | 34                                                                       | 342                                                                      | 350                                                                      | -8                                                                       | 76                                                                       | 5.                                                                       | Ne              |
| 1974/75               | NHL (Adamsova divize)       | 1      | 80                                                                       | 49                                                                       | –                                                                        | 15                                                                       | –                                                                        | 16                                                                       | 354                                                                      | 240                                                                      | +114                                                                     | 113                                                                      | 1.                                                                       | Finále SC       |
| 1975/76               | NHL (Adamsova divize)       | 1      | 80                                                                       | 46                                                                       | –                                                                        | 13                                                                       | –                                                                        | 21                                                                       | 339                                                                      | 340                                                                      | -1                                                                       | 105                                                                      | 2.                                                                       | Čtvrtfinále     |
| 1976/77               | NHL (Adamsova divize)       | 1      | 80                                                                       | 48                                                                       | –                                                                        | 8                                                                        | –                                                                        | 24                                                                       | 301                                                                      | 220                                                                      | +81                                                                      | 104                                                                      | 2.                                                                       | Čtvrtfinále     |
| 1977/78               | NHL (Adamsova divize)       | 1      | 80                                                                       | 44                                                                       | –                                                                        | 17                                                                       | –                                                                        | 19                                                                       | 288                                                                      | 215                                                                      | +73                                                                      | 105                                                                      | 2.                                                                       | Čtvrtfinále     |
| 1978/79               | NHL (Adamsova divize)       | 1      | 80                                                                       | 36                                                                       | –                                                                        | 16                                                                       | –                                                                        | 28                                                                       | 280                                                                      | 263                                                                      | +17                                                                      | 88                                                                       | 2.                                                                       | Předkolo        |
| 1979/80               | NHL (Adamsova divize)       | 1      | 80                                                                       | 47                                                                       | –                                                                        | 16                                                                       | –                                                                        | 17                                                                       | 318                                                                      | 201                                                                      | +117                                                                     | 110                                                                      | 1.                                                                       | Semifinále      |
| 1980/81               | NHL (Adamsova divize)       | 1      | 80                                                                       | 39                                                                       | –                                                                        | 21                                                                       | –                                                                        | 20                                                                       | 327                                                                      | 250                                                                      | +77                                                                      | 99                                                                       | 1.                                                                       | Čtvrtfinále     |
| 1981/82               | NHL (Adamsova divize)       | 1      | 80                                                                       | 39                                                                       | –                                                                        | 15                                                                       | –                                                                        | 26                                                                       | 307                                                                      | 273                                                                      | +34                                                                      | 93                                                                       | 3.                                                                       | Čtvrtfinále KPW |
| 1982/83               | NHL (Adamsova divize)       | 1      | 80                                                                       | 38                                                                       | –                                                                        | 13                                                                       | –                                                                        | 29                                                                       | 318                                                                      | 285                                                                      | +33                                                                      | 89                                                                       | 3.                                                                       | Semifinále KPW  |
| 1983/84               | NHL (Adamsova divize)       | 1      | 80                                                                       | 48                                                                       | –                                                                        | 7                                                                        | –                                                                        | 25                                                                       | 315                                                                      | 257                                                                      | +58                                                                      | 103                                                                      | 2.                                                                       | Čtvrtfinále KPW |
| 1984/85               | NHL (Adamsova divize)       | 1      | 80                                                                       | 38                                                                       | –                                                                        | 14                                                                       | –                                                                        | 28                                                                       | 290                                                                      | 237                                                                      | +53                                                                      | 90                                                                       | 3.                                                                       | Čtvrtfinále KPW |
| 1985/86               | NHL (Adamsova divize)       | 1      | 80                                                                       | 37                                                                       | –                                                                        | 6                                                                        | –                                                                        | 37                                                                       | 296                                                                      | 291                                                                      | +5                                                                       | 80                                                                       | 5.                                                                       | Ne              |
| 1986/87               | NHL (Adamsova divize)       | 1      | 80                                                                       | 28                                                                       | –                                                                        | 8                                                                        | –                                                                        | 44                                                                       | 280                                                                      | 308                                                                      | -28                                                                      | 64                                                                       | 5.                                                                       | Ne              |
| 1987/88               | NHL (Adamsova divize)       | 1      | 80                                                                       | 37                                                                       | –                                                                        | 11                                                                       | –                                                                        | 32                                                                       | 283                                                                      | 305                                                                      | -22                                                                      | 85                                                                       | 3.                                                                       | Čtvrtfinále KPW |
| 1988/89               | NHL (Adamsova divize)       | 1      | 80                                                                       | 38                                                                       | –                                                                        | 7                                                                        | –                                                                        | 35                                                                       | 291                                                                      | 299                                                                      | -8                                                                       | 83                                                                       | 3.                                                                       | Čtvrtfinále KPW |
| 1989/90               | NHL (Adamsova divize)       | 1      | 80                                                                       | 45                                                                       | –                                                                        | 8                                                                        | –                                                                        | 27                                                                       | 286                                                                      | 248                                                                      | +38                                                                      | 98                                                                       | 2.                                                                       | Čtvrtfinále KPW |
| 1990/91               | NHL (Adamsova divize)       | 1      | 80                                                                       | 31                                                                       | –                                                                        | 19                                                                       | –                                                                        | 30                                                                       | 292                                                                      | 278                                                                      | +14                                                                      | 81                                                                       | 3.                                                                       | Čtvrtfinále KPW |
| 1991/92               | NHL (Adamsova divize)       | 1      | 80                                                                       | 31                                                                       | –                                                                        | 12                                                                       | –                                                                        | 37                                                                       | 289                                                                      | 299                                                                      | -10                                                                      | 74                                                                       | 3.                                                                       | Čtvrtfinále KPW |
| 1992/93               | NHL (Adamsova divize)       | 1      | 84                                                                       | 38                                                                       | –                                                                        | 10                                                                       | –                                                                        | 36                                                                       | 335                                                                      | 297                                                                      | +38                                                                      | 86                                                                       | 4.                                                                       | Semifinále KPW  |
| 1993/94               | NHL (Severovýchodní divize) | 1      | 84                                                                       | 43                                                                       | –                                                                        | 9                                                                        | –                                                                        | 32                                                                       | 282                                                                      | 218                                                                      | +64                                                                      | 95                                                                       | 4.                                                                       | Čtvrtfinále VK  |
| 1994/95               | NHL (Severovýchodní divize) | 1      | 48                                                                       | 27                                                                       | –                                                                        | 3                                                                        | –                                                                        | 18                                                                       | 150                                                                      | 127                                                                      | +23                                                                      | 57                                                                       | 3.                                                                       | Čtvrtfinále VK  |
| 1995/96               | NHL (Severovýchodní divize) | 1      | 82                                                                       | 33                                                                       | –                                                                        | 7                                                                        | –                                                                        | 42                                                                       | 247                                                                      | 262                                                                      | -15                                                                      | 72                                                                       | 5.                                                                       | Ne              |
| 1996/97               | NHL (Severovýchodní divize) | 1      | 82                                                                       | 40                                                                       | –                                                                        | 12                                                                       | –                                                                        | 30                                                                       | 237                                                                      | 208                                                                      | +29                                                                      | 92                                                                       | 1.                                                                       | Semifinále VK   |
| 1997/98               | NHL (Severovýchodní divize) | 1      | 82                                                                       | 36                                                                       | –                                                                        | 17                                                                       | –                                                                        | 29                                                                       | 211                                                                      | 187                                                                      | +24                                                                      | 89                                                                       | 3.                                                                       | Finále VK       |
| 1998/99               | NHL (Severovýchodní divize) | 1      | 82                                                                       | 37                                                                       | –                                                                        | 17                                                                       | –                                                                        | 28                                                                       | 207                                                                      | 175                                                                      | +32                                                                      | 91                                                                       | 4.                                                                       | Finále SC       |
| 1999/00               | NHL (Severovýchodní divize) | 1      | 82                                                                       | 35                                                                       | –                                                                        | 11                                                                       | 4                                                                        | 32                                                                       | 213                                                                      | 204                                                                      | +9                                                                       | 85                                                                       | 3.                                                                       | Čtvrtfinále VK  |
| 2000/01               | NHL (Severovýchodní divize) | 1      | 82                                                                       | 46                                                                       | –                                                                        | 5                                                                        | 1                                                                        | 30                                                                       | 218                                                                      | 184                                                                      | +34                                                                      | 98                                                                       | 2.                                                                       | Semifinále VK   |
| 2001/02               | NHL (Severovýchodní divize) | 1      | 82                                                                       | 35                                                                       | –                                                                        | 11                                                                       | 1                                                                        | 35                                                                       | 213                                                                      | 200                                                                      | +13                                                                      | 82                                                                       | 5.                                                                       | Ne              |
| 2002/03               | NHL (Severovýchodní divize) | 1      | 82                                                                       | 27                                                                       | –                                                                        | 10                                                                       | 8                                                                        | 37                                                                       | 190                                                                      | 219                                                                      | -29                                                                      | 72                                                                       | 5.                                                                       | Ne              |
| 2003/04               | NHL (Severovýchodní divize) | 1      | 82                                                                       | 37                                                                       | –                                                                        | 7                                                                        | 4                                                                        | 34                                                                       | 220                                                                      | 221                                                                      | -1                                                                       | 85                                                                       | 5.                                                                       | Ne              |
| 2004/05               | NHL (Severovýchodní divize) | 1      | Soutěž byla v této sezóně z důvodu chybějící kolektivní smlouvy zrušena. | Soutěž byla v této sezóně z důvodu chybějící kolektivní smlouvy zrušena. | Soutěž byla v této sezóně z důvodu chybějící kolektivní smlouvy zrušena. | Soutěž byla v této sezóně z důvodu chybějící kolektivní smlouvy zrušena. | Soutěž byla v této sezóně z důvodu chybějící kolektivní smlouvy zrušena. | Soutěž byla v této sezóně z důvodu chybějící kolektivní smlouvy zrušena. | Soutěž byla v této sezóně z důvodu chybějící kolektivní smlouvy zrušena. | Soutěž byla v této sezóně z důvodu chybějící kolektivní smlouvy zrušena. | Soutěž byla v této sezóně z důvodu chybějící kolektivní smlouvy zrušena. | Soutěž byla v této sezóně z důvodu chybějící kolektivní smlouvy zrušena. | Soutěž byla v této sezóně z důvodu chybějící kolektivní smlouvy zrušena. |                 |
| 2005/06               | NHL (Severovýchodní divize) | 1      | 82                                                                       | 52                                                                       | –                                                                        | –                                                                        | 6                                                                        | 24                                                                       | 281                                                                      | 239                                                                      | +42                                                                      | 110                                                                      | 2.                                                                       | Finále VK       |
| 2006/07               | NHL (Severovýchodní divize) | 1      | 82                                                                       | 53                                                                       | –                                                                        | –                                                                        | 7                                                                        | 22                                                                       | 308                                                                      | 242                                                                      | +66                                                                      | 113                                                                      | 1.                                                                       | Finále VK       |
| 2007/08               | NHL (Severovýchodní divize) | 1      | 82                                                                       | 39                                                                       | –                                                                        | –                                                                        | 12                                                                       | 31                                                                       | 255                                                                      | 242                                                                      | +13                                                                      | 90                                                                       | 4.                                                                       | Ne              |
| 2008/09               | NHL (Severovýchodní divize) | 1      | 82                                                                       | 41                                                                       | –                                                                        | –                                                                        | 9                                                                        | 32                                                                       | 250                                                                      | 234                                                                      | +16                                                                      | 91                                                                       | 3.                                                                       | Ne              |
| 2009/10               | NHL (Severovýchodní divize) | 1      | 82                                                                       | 45                                                                       | –                                                                        | –                                                                        | 10                                                                       | 27                                                                       | 235                                                                      | 207                                                                      | +28                                                                      | 100                                                                      | 1.                                                                       | Čtvrtfinále VK  |
| 2010/11               | NHL (Severovýchodní divize) | 1      | 82                                                                       | 43                                                                       | –                                                                        | –                                                                        | 10                                                                       | 29                                                                       | 245                                                                      | 229                                                                      | +16                                                                      | 96                                                                       | 3.                                                                       | Čtvrtfinále VK  |
| 2011/12               | NHL (Severovýchodní divize) | 1      | 82                                                                       | 39                                                                       | –                                                                        | –                                                                        | 11                                                                       | 32                                                                       | 218                                                                      | 230                                                                      | -12                                                                      | 89                                                                       | 3.                                                                       | Ne              |
| 2012/13               | NHL (Severovýchodní divize) | 1      | 48                                                                       | 21                                                                       | –                                                                        | –                                                                        | 6                                                                        | 21                                                                       | 125                                                                      | 143                                                                      | -18                                                                      | 48                                                                       | 5.                                                                       | Ne              |
| 2013/14               | NHL (Atlantická divize)     | 1      | 82                                                                       | 21                                                                       | –                                                                        | –                                                                        | 10                                                                       | 51                                                                       | 157                                                                      | 248                                                                      | -91                                                                      | 52                                                                       | 8.                                                                       | Ne              |
| 2014/15               | NHL (Atlantická divize)     | 1      | 82                                                                       | 23                                                                       | –                                                                        | –                                                                        | 8                                                                        | 51                                                                       | 161                                                                      | 274                                                                      | -113                                                                     | 54                                                                       | 8.                                                                       | Ne              |
| 2015/16               | NHL (Atlantická divize)     | 1      | 82                                                                       | 35                                                                       | –                                                                        | –                                                                        | 11                                                                       | 36                                                                       | 201                                                                      | 222                                                                      | -21                                                                      | 81                                                                       | 7.                                                                       | Ne              |
| 2016/17               | NHL (Atlantická divize)     | 1      | 82                                                                       | 25                                                                       | 8                                                                        | –                                                                        | 12                                                                       | 37                                                                       | 201                                                                      | 237                                                                      | -36                                                                      | 78                                                                       | 8.                                                                       | Ne              |
| 2017/18               | NHL (Atlantická divize)     | 1      | 82                                                                       | 18                                                                       | 7                                                                        | –                                                                        | 12                                                                       | 45                                                                       | 199                                                                      | 280                                                                      | -81                                                                      | 62                                                                       | 8.                                                                       | Ne              |
| 2018/19               | NHL (Atlantická divize)     | 1      | 82                                                                       | 21                                                                       | 12                                                                       | –                                                                        | 10                                                                       | 39                                                                       | 226                                                                      | 271                                                                      | -45                                                                      | 76                                                                       | 6.                                                                       | Ne              |
| 2019/20               | NHL (Atlantická divize)     | 1      | 82                                                                       |                                                                          |                                                                          |                                                                          |                                                                          |                                                                          |                                                                          |                                                                          |                                                                          |                                                                          |                                                                          | Ne              |
| 2020/21               | NHL (Východní divize)       | 1      | 56                                                                       | 11                                                                       | 4                                                                        | –                                                                        | 7                                                                        | 34                                                                       | 138                                                                      | 199                                                                      | -61                                                                      | 37                                                                       | 8.                                                                       | Ne              |
| 2021/22               | NHL (Atlantická divize)     | 1      | 82                                                                       | 25                                                                       | 7                                                                        | –                                                                        | 11                                                                       | 39                                                                       | 232                                                                      | 290                                                                      | -58                                                                      | 75                                                                       | 5.                                                                       | Ne              |
| 2022/23               | NHL (Atlantická divize)     | 1      | 82                                                                       | 30                                                                       | 12                                                                       | —                                                                        | 7                                                                        | 33                                                                       | 296                                                                      | 300                                                                      | -4                                                                       | 91                                                                       | 5.                                                                       | Ne              |
| 2023/24               | NHL (Atlantická divize)     | 1      | 82                                                                       | 33                                                                       | 6                                                                        | –                                                                        | 6                                                                        | 37                                                                       | 246                                                                      | 244                                                                      | +2                                                                       | 84                                                                       | 6.                                                                       | Ne              |
| 2024/25               | NHL (Atlantická divize)     |        |                                                                          |                                                                          |                                                                          |                                                                          |                                                                          |                                                                          |                                                                          |                                                                          |                                                                          |                                                                          |                                                                          | Ne              |
| Zdroj na NHL.com      |                             |        |                                                                          |                                                                          |                                                                          |                                                                          |                                                                          |                                                                          |                                                                          |                                                                          |                                                                          |                                                                          |                                                                          |                 |

### Přehled kapitánů a trenérů v jednotlivých sezónách
| Sezóna    | Kapitán                            | Hlavní trenér    |
| --------- | ---------------------------------- | ---------------- |
| 1970/1971 | Floyd Smith                        | Punch Imlach     |
| 1971/1972 | Gerry Meehan                       | Joe Crozier      |
| 1972/1973 | Gerry Meehan                       | Joe Crozier      |
| 1973/1974 | Gerry Meehan                       | Joe Crozier      |
| 1974/1975 | Jim Schoenfeld                     | Floyd Smith      |
| 1975/1976 | Jim Schoenfeld                     | Floyd Smith      |
| 1976/1977 | Jim Schoenfeld                     | Floyd Smith      |
| 1977/1978 | Danny Gare                         | Marcel Pronovost |
| 1978/1979 | Danny Gare                         | William Inglis   |
| 1979/1980 | Danny Gare                         | Scotty Bowman    |
| 1980/1981 | Danny Gare                         | Roger Neilson    |
| 1981/1982 | Danny Gare                         | Scotty Bowman    |
| 1982/1983 | Gilbert Perreault                  | Jimmy Roberts    |
| 1983/1984 | Gilbert Perreault                  | Scotty Bowman    |
| 1984/1985 | Gilbert Perreault                  | Scotty Bowman    |
| 1985/1986 | Gilbert Perreault                  | Jim Schoenfeld   |
| 1986/1987 | Lindy Ruff                         | Craig Ramsay     |
| 1987/1988 | Lindy Ruff                         | Ted Sator        |
| 1988/1989 | Mike Foligno a Lindy Ruff          | Ted Sator        |
| 1989/1990 | Mike Foligno                       | Rick Dudley      |
| 1990/1991 | Mike Foligno                       | Rick Dudley      |
| 1991/1992 | Mike Ramsey                        | Rick Dudley      |
| 1992/1993 | Pat LaFontaine                     | John Muckler     |
| 1993/1994 | Alexandr Mogilnyj a Pat LaFontaine | John Muckler     |
| 1994/1995 | Pat LaFontaine                     | John Muckler     |
| 1995/1996 | Pat LaFontaine                     | Ted Nolan        |
| 1996/1997 | Michael Peca a Pat LaFontaine      | Ted Nolan        |
| 1997/1998 | Michael Peca                       | Lindy Ruff       |
| 1998/1999 | Michael Peca                       | Lindy Ruff       |
| 1999/2000 | Michael Peca                       | Lindy Ruff       |

| Sezóna    | Kapitán                         | Hlavní trenér  |
| --------- | ------------------------------- | -------------- |
| 2000/2001 | bez kapitána                    | Lindy Ruff     |
| 2001/2002 | Stu Barnes                      | Lindy Ruff     |
| 2002/2003 | Stu Barnes                      | Lindy Ruff     |
| 2003/2004 | Chris Drury                     | Lindy Ruff     |
| 2004/2005 | Sezóna zrušena                  | Sezóna zrušena |
| 2005/2006 | Daniel Brière a Chris Drury     | Lindy Ruff     |
| 2006/2007 | Daniel Brière a Chris Drury     | Lindy Ruff     |
| 2007/2008 | Jochen Hecht a Jason Pominville | Lindy Ruff     |
| 2008/2009 | Craig Rivet                     | Lindy Ruff     |
| 2009/2010 | Craig Rivet                     | Lindy Ruff     |
| 2010/2011 | Craig Rivet                     | Lindy Ruff     |
| 2011/2012 | Jason Pominville                | Lindy Ruff     |
| 2012/2013 | Jason Pominville                | Ron Rolston    |
| 2013/2014 | Steve Ott a Thomas Vanek        | Ted Nolan      |
| 2014/2015 | Brian Gionta                    | Ted Nolan      |
| 2015/2016 | Brian Gionta                    | Dan Bylsma     |
| 2016/2017 | Brian Gionta                    | Dan Bylsma     |
| 2017/2018 | bez kapitána                    | Phil Housley   |
| 2018/2019 | Jack Eichel                     | Phil Housley   |
| 2019/2020 | Jack Eichel                     | Ralph Krueger  |
| 2020/2021 | Jack Eichel                     | Don Granato    |
| 2021/2022 | bez kapitána                    | Don Granato    |
| 2022/2023 | Kyle Okposo                     | Don Granato    |
| 2023/2024 | Kyle Okposo                     | Don Granato    |
| 2024/2025 | Rasmus Dahlin                   | Lindy Ruff     |